# The Departure
Pour les articles homonymes, voir Departure.
The Departure est un groupe de rock anglais originaire de Northampton, qui s'est formé en janvier 2004. Leur premier album, Dirty Words, est sorti le 13 juin 2005 et produit par Parlophone.
Le groupe se dissout le 30 janvier 2008 après avoir été renvoyé du label Parlophone.